# Stuart Davenport
Stuart Davenport (* 21. September 1962 in Auckland) ist ein ehemaliger neuseeländischer Squashspieler.

## Karriere
Stuart Davenport begann seine Karriere im Jahr 1980 und gewann bis zu seinem Rücktritt 1987 einen Titel auf der PSA World Tour. Dabei handelte es sich um die US Open 1986, wo er im Endspiel Ross Norman besiegte. Seine beste Platzierung in der Weltrangliste erreichte er mit Rang drei im Februar 1986. Er wurde 1983 neuseeländischer Landesmeister.
Mit der neuseeländischen Nationalmannschaft nahm er 1983, 1985 und 1987 an Weltmeisterschaften teil. Nach einem fünften Platz 1983 erreichte Davenport mit der Mannschaft sowohl 1985 als auch 1987 das Endspiel gegen Pakistan. 1985 sorgte er bei der 1:2-Niederlage mit einem 3:1 gegen Umar Hayat Khan für den einzigen Punkt der Neuseeländer, während er 1987 bei der 0:3-Niederlage seine Partie gegen Jahangir Khan mit 0:3 verlor.
Von 1982 bis 1987 stand er sechsmal in Folge im Hauptfeld der Einzelweltmeisterschaft. Sein bestes Abschneiden war dabei das Erreichen des Halbfinals 1983, das er gegen Chris Dittmar in drei Sätzen verlor.
Er wurde 2009, im Gründungsjahr der New Zealand Squash Hall of Fame, in selbige aufgenommen.

## Erfolge
- Vizeweltmeister mit der Mannschaft: 1985, 1987
- Gewonnene PSA-Titel: 1
- Neuseeländischer Meister: 1983